# لنرد وارن
لنرد وارن (انگلیسی: Leonard Warren؛ ۲۱ آوریل ۱۹۱۱ – ۴ مارس ۱۹۶۰) خواننده اپرا با صدای باریتون اهل ایالات متحده آمریکا بود.